# Tècniques d'extracció del coure
L'extracció de metalls a partir de minerals i la producció de minerals industrials requereixen una sèrie d'operacions: algunes mecàniques, físiques i fisicoquímiques. En funció de la naturalesa de la mena que hàgim extret, del producte final que vulguem obtenir i del conjunt de condicions ambientals i normatives del lloc d'extracció el procés o mètode aplicat serà diferent.
En la metal·lúrgia del coure depèn fortament de la forma en què el trobem, si és en forma de sulfurs o d'òxids.
Pels minerals amb sulfurs utilitzem generalment el mètode pirometal·lúrgic i pels òxids el hidrometal·lúrgic.

## Pirometal·lúrgia
La pirometal·lúrgia és una branca de la metal·lúrgia extractiva. Consisteix en el tractament tèrmic dels minerals metal·lúrgics i concentrats per aconseguir les transformacions físiques i químiques dels materials per permetre la recuperació de metalls valuosos. La majoria dels processos pirometal·lúrgics requereixen aportació d'energia per mantenir la temperatura a la qual el procés es porta a terme. L'energia es proporciona generalment en forma de combustibles fòssils, la reacció exotèrmica del material, o de la calor elèctrica.

El procés de pirometal·lúrgic del coure segueix les següents etapes:

### Concentració
Aquí se separa l'escòria del mineral de sulfur de coure que s'obté de la mina, té un contingut entre el 0,5-0,2% de coure, per això hem de concentrar-lo a la mina, mitjançant flotació, obtenint un concentrat de coure que conté entre un 20% i un 45% de coure.

### Rostit
Consisteix en l'oxidació parcial dels sulfurs del concentrat, l'eliminació parcial del sofre com a SO₂ (gas) i un seguit de reaccions sòlid-gasoses. A una temperatura de l'ordre del 500 a 800 °C.
CuFeS₂ + 3 O₂ → 2 FeO + 2 CuS + 2 SO₂.
Actualment s'han optimitzat processos que funcionen en paral·lel amb el rostit que permeten l'aprofitament del SO₂ després en el procés.

### Fosa
L'objectiu principal d'aquest pas és aconseguir que mitjançant calor (1.200 a 1.400 °C) el canvi de l'estat sòlid dels concentrats a una massa líquida que permet la formació de dues fases diferenciades:
1. L'escòria: És una massa fossa de minerals de ganga i de fundent agregat, té una massa que resulta de baix pes específic que se situa a la part superior del bany.
2. La mata: Està formada principalment per un compost de Cu₂S i FeS, és d'elevat pes específic per tant se situa a la part inferior del bany.

Fet que ens permetrà l'eliminació i separació dels compostos i impureses que ens interessen.
La primera etapa de fusió serà en aquella que eliminen el ferro present així com els sulfurs i tots els minerals secundaris que anomenem ganga (com la sílice, magnesi, alumini i diferents carbonats). Per evitar que el sulfur de coure quedi barrejat amb l'òxid de ferro addicionem sílice que ajuda a la separació de les dues fases i a la reducció del punt de fusió de la mescla. La reacció de formació és la següent:
FeO + SiO₂ → FeO.SiO₂
La segona etapa de la fusió treballant a unes temperatures de 1600 °C en l'extrem del cremador i a uns 1200 °C a l'extrem de combustió. S'aconsegueix desplaçar el contingut d'òxid de coure a sulfur de coure segons la reacció següent:
Cu₂O + FeS → Cu₂S + FeO
Finalment s'extreu la part inferior del bany on tenim situada la mata de coure que té un contingut mitjà entre el 30-70% de coure.

### Conversió
la mata de coure passar a la secció dels conversos per incrementar la riquesa en coure del producte. Als conversos es sotmet la mata a un procés d'oxidació a elevades temperatures per eliminar el sulfur com il·lustra la reacció següent:
2 CuS + 3 O₂ → 2 CuO + 2 SO₂
CuS + O₂ → Cu + SO₂
En paral·lel també tenim la reacció de conversió del sulfur de ferro a escòria:
2 FeS + 3 O₂ → 2 FeO + 2 SO₂
2 FeO + SiO₂ → Fe₂SiO₄
D'aquest procés s'obté el producte intermedi anomenat “blister” amb un contingut mitjà del 98% de coure.

### Refinació
El coure “blister” es posa en un forn per eliminar la major part de sofre i ferro que encara pugui contenir mitjançant una oxidació controlada. El segon pas elimina l'oxigen mitjançant una injecció d'un gas reductor, normalment gas natural, generant CO₂. I modelant el producte amb forma d'ànodes. La puresa mitjana d'aquest procés és del 99%.

### Electrorefinació
El coure és refinat mitjançant electròlisis, els ànodes obtinguts són submergits en una solució aquosa del 3-4% de Sulfat de coure(II), i del 10-16% d'àcid sulfúric i els càtodes generalment formats per una fina lamina de coure pur o d'acer inoxidable són sotmesos a un voltatge baix 0.2-0.4 V.
Es produeix la següent reacció:
A l'ànode: Cu(s) → Cu2+(aq) + 2e–
Al càtode: Cu2+(aq) + 2e– → Cu(s)
El coure provinent de l'ànode és dissolt en la solució mentre els ions de coure (II) migren cap al càtode. El producte final obtingut és d'una puresa elevada de l'ordre del 99,99%.

## Hidrometal·lúrgia[7][1][8][9]
L'hidrometal·lúrgia s'entén com el conjunt de processos de lixiviació selectiva de compostos valuosos a les menes i a la seva posterior recuperació de la solució per diferents mètodes.
En general els diferents mètodes de lixiviació estan orientats a l'obtenció del màxim benefici econòmic amb el mínim de costos possible.
La tècnica es basa a extreure el metall mitjançant una sèrie de reaccions en medi aquós.
Una de les tècniques més utilitzades és extracció amb solvents i electrobtenció es descriu en les etapes fonamentals següents:

### Lixiviació[10][11]
El mineral entra triturat al circuit de lixiviació produint-se la dissolució del coure contingut en el metall, passant al coure a la dissolució aquosa. Normalment l'agent de lixiviació és l'àcid sulfúric, tot i que també existeixen procediments d'oxidació bacteriana. El residu de lixiviació que conté els components no lixiviats, és filtrat i s'obté així un residu sòlid sec.

### Extracció[12]
La solució aquosa amb coure dissolt passa per un circuit d'extracció amb dissolvents, on, mitjançant un agent d'extracció selectiu pel coure, s'aconsegueix la seva purificació i concentració.

### Electrodeposició[13]
La solució aquosa de coure, concentrada i purificada, passa a les cel·les d'electrodeposició on el coure mitjançant una reacció redox acaba dipositant-se sobre de càtodes generalment formats de coure pur o acer inoxidable. Finalment s'obté unes làmines de coure d'una puresa del 99,99%.

## Impacte ambiental
En tot el procés industrial també s'alliberen gasos que contaminen l'aire, com ara SO₂ o CO₂ i altres en menors quantitats. Però tots ells col·laboren a l'efecte hivernacle.
Un dels residus principal és el coure, que pot escapar per les xemeneies i tot i no ser un dels causants principals del boirum, pot ajudar en gran manera a la seva formació. Se n'observa traces de contaminació de coure dipositades a les voreres dels rius, a causa de l'abocament d'aigües contaminades amb aquest. El coure de la pols de fosa també pot ser dipositat per la pluja, coure que acabarà a terra, contaminant també el terra de la perifèria industrial i més tard les aigües subterrànies que aquestes pugui presentar. El coure està fortament unit a la matèria orgànica, i no es trenca fàcilment al medi ambient, per això es pot anar acumulant en plantes i animals. Com que molt poques plantes poden viure en terres riques en coure, la diversitat de plantes al voltant de les fàbriques de coure és molt baixa. Això pot suposar un contaminant greu per a les terres agrícoles. Una ingesta indeguda de coure pot ocasionar anèmia, irritació de les vies nasals i orals, nàusees, vòmits i diarrea.

### Mètode Pirometal·lúrgic
D'aquest mètode se n'extreu un gas de la fosa que té com a residu molts tipus de metalls valuosos (coure, metalls preciosos) però també alguns de tòxics com l'arsènic, de tal manera que no es poden emmagatzemar de forma indiscriminada i s'han de tractar. Aquest metòde té un pitjor reciclatge dels metalls a causa de l'alta energia que cal emprar en el mètode de l'obtenció del coure.

### Mètode Hidrometal·lúrgic
D'aquest altre mètode menys extens però en expansió el pols de la fosa depèn en gran manera de la composició química i mineralògica dels mateixos minerals. El tractament que fan al pols de fosa depèn del contingut percentual de la pols, i el tractament d'aquest pot ser per un forn tipus flash o per pressió, entre altres
|             | As   | Cu   | Ge   | Fe   | Zn  | Mo   |
| ----------- | ---- | ---- | ---- | ---- | --- | ---- |
| Forn        | 12,5 | 20,8 | 0,17 | 6,2  | 4,5 | 0,5  |
| Convertidor | 6,5  | 27.5 | 0,25 | 12,4 | 7,1 | 0,28 |

Taula: Composició de la pols de fosa de coure, % en pes

### Efecte dels metalls als medi ambient
Els òxids d'aquests metalls tendeixen a convertir-se en vapor, i aquest es condensa posteriorment, formant el pols del gas de fosa. Aquest gas acaba escapant per la xemeneia i amb l'ajut del vent o de la pluja es pot anant dipositant als voltants de les fàbriques, contaminant d'aquesta manera el terra i l'aigua. A terra, els metalls poden ser absorbits per matèria orgànica i finalment entrar a l'aigua soterrada. Alguns dels contaminants com l'arsènic o zinc, estan estretament relacionats amb la presència de boirum tot i no ser dels contribuents principals.

### Arsènic
Concentracions baixes d'arsénic han començat a aparèixer a llocs on inicialment no hi havia arsènic de forma natural. El cicle de l'arsènic ha estat ampliat en gran part per la indústria minera en especial del coure, tot i que també de la producció de plom i zinc.L'arsènic no pot ser destruït en el medi ambient, de manera que aquestes concentracions afegides a la natura són absorbides per plantes bastant fàcilment, i la ingesta d'arsènic a les aigües per part de peixos podria estar relacionada amb la possibilitat d'alterar el material genètic dels peixos, i de tal manera de les aus que s'alimenten d'ells.Als humans, una exposició continuada d'arsenic pot causar irritació a l'estómac i intestins, disminució de la producció de glòbuls vermells i blancs, canvis a la pell, i irritació als pulmons. I està relacionada amb l'aparició del càncer. L'arsènic en quantitats abundants pot provocar infertilitat i avortament en dones. I l'arsènic inorgànic pot causar danys genètics. Per això la US Enviromental Protection Agency (EPA) ha establert límits per la quantitat de arsénic que les empreses poden emetre i ha cancel·lat l'ús de molts pesticides

### Zinc
La insatisfactòria depuració de les aigües de les plantes industrials està provocant un creixement de la concentració de zinc en zones pròximes a les industries mineres, i els rius estan dipositant fang contaminat per zinc. El zinc pot augmentar l'acidesa de l'aigua i contaminar l'aigua subterrània i també afectar i causar la mort d'animals o plantes a altes concentracions. El zinc pot causar defectes de naixement en humans, arteriosclerosis i trastorns respiratoris.

## Casos de contaminació coneguts rellevants

### Bangladesh

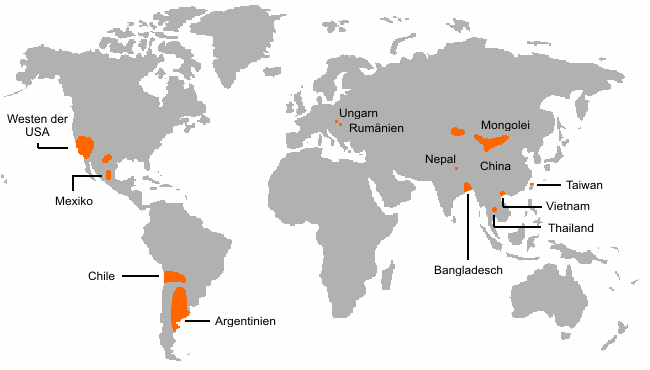
Contaminació d'arsènic al món

Cap als anys 70 a Bangladesh es va iniciar un programa per ajudar a millorar l'accés al subministrament d'aigua de qualitat (subterrànies). La falta de control de les aigües va passar per desapercebut la contaminació per arsènic d'aquesta. Es va estimar que entre 35 i 77 milions de persones bevien d'una aigua contaminada d'una concentració de més de 50 micrograms/L (5 vegades més que la concentració límit establerta per l'OMS). Segons l'organització mundial de la salut, el cas més gran d'envenenament massiu de la història, del qual, se'n responsabilitzen només un de cada 5 morts a Bangladesh.

### Chuquicamata
La ciutat fantasma de Chuquicamata, és una ciutat xilena que l'any 1917 va començar a créixer al costat d'una mina de coure. Però més tard cap a començaments de l'anys 90, diversos informes ambientals van assegurar que la zona estava saturada de material tòxic i uns nivells d'arsènic molt alts. Tant alts eren, que van moure a tota la població de la ciutat al poble més proper, Calama, i van soterrar la ciutat. A dies d'ara només queda el centre històric del campament, i el veïns de la ciutat de Calama, on resideixen ara les més de 3.500 famílies relocalitzades de la seva ciutat Chuiquicamata, lluiten perquè es consideri patrimoni de la humanitat.